# Imanol Pradales

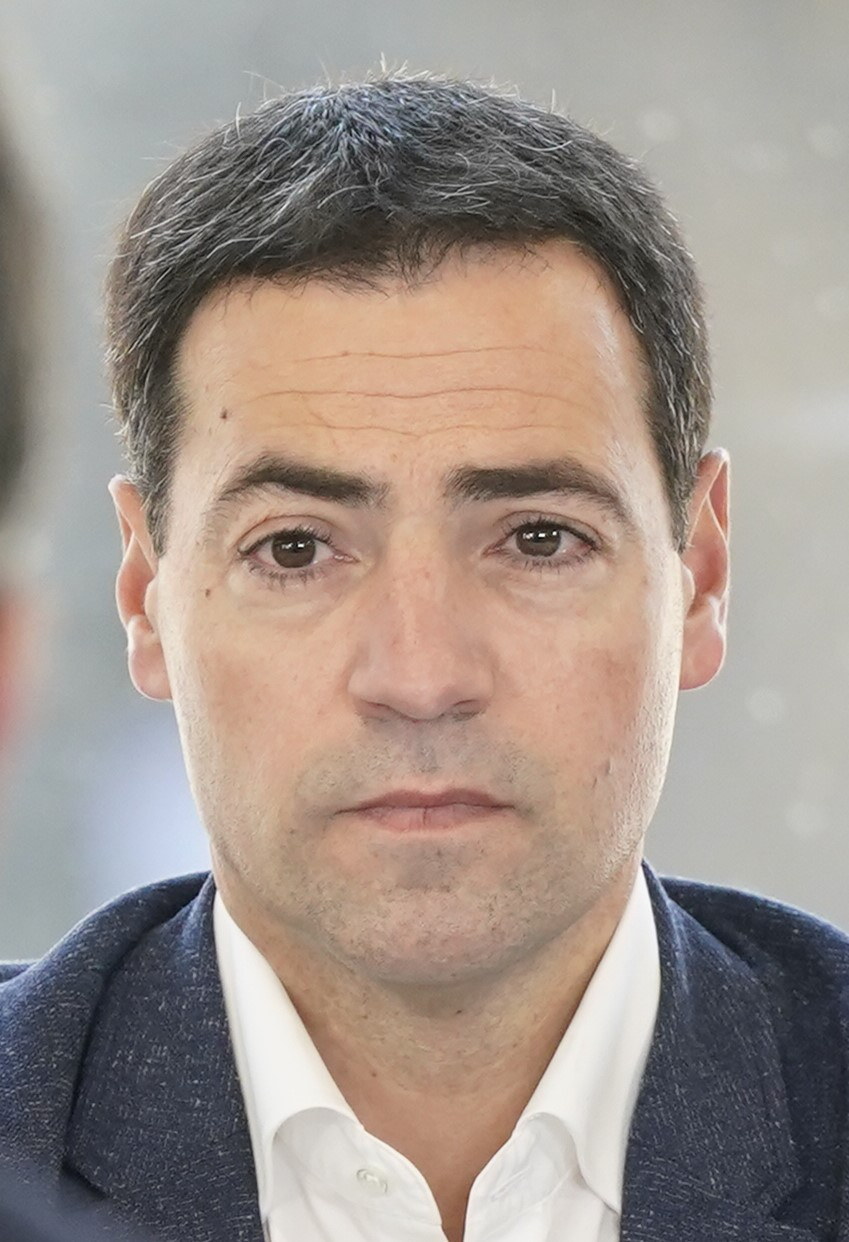
Imanol Pradales (2024)

Imanol Pradales Gil (* 21. April 1975 in Santurtzi, Bizkaia) ist ein spanischer Soziologe, Hochschullehrer und Politiker der PNV. Seit Juni 2024 ist er Ministerpräsident (Lehendakari) der Autonomen Gemeinschaft Baskenland.

## Biographie
Pradales ist der Sohn von Manuel Pradales Bascones, einem Handwerker, und Rosa Gil Gutiérrez, einer Friseurin und Hausfrau. Er ist der älteste von vier Brüdern und wuchs in Santurtzi auf. Beide Eltern waren Anhänger des baskischen Nationalismus und Mitglieder der PNV.
Pradales ging in die Privatschule Asti Leku Ikastola in Portugalete, wo er sein Bachillerato ablegte. Dort war unter anderem der spätere baskische Ministerpräsident Iñigo Urkullu sein Lehrer, den Pradales als Vorbild ansieht und der ihn später dazu motivierte, in die Politik zu gehen. Um sein Baskisch zu verbessern, verbrachte er zwei Sommer in Igorre.
Von 1993 bis 1997 studierte Pradales Soziologie und Politikwissenschaften an der Universidad de Deusto und absolvierte anschließend einen Masterstudiengang in Wissensmanagement an der Universidad Politécnica de Madrid. Im Jahr 2004 wurde er an der Universität Deusto in Soziologie und Politikwissenschaften promoviert.
Bis 2006 war er dann als Professor in den Fakultäten für Geisteswissenschaften und für Sozial- und Politikwissenschaften der Universität Deusto tätig (wo er derzeit freigestellt ist) und danach bis 2007 als Berater für den Provinzialrat (diputación) von Bizkaia.
Pradales ist verheiratet und hat eine Tochter (* 2022). Die Familie lebt in Portugalete.

## Politische Laufbahn
Im Jahr 2005 begann Pradales sich auf Einladung des damaligen PNV-Vorsitzenden in Bizkaia -seines ehemaligen Lehrers Urkullu— parteipolitisch zu engagieren. Er war an der Entwicklung des neuen Parteiprogramms der PNV, insbesondere den monatelangen Prozessen Think Gaur und Entzunez Eraiki, bei denen er die Wirtschaftsdebatten koordinierte, führend beteiligt.
Von 2007 bis 2011 war Pradales Direktor der öffentlichen Agentur für Talentvermittlung Bizkaia Talent, die der Abteilung für Wirtschaftsförderung des Provinzialrats von Bizkaia unterstellt war. Anschließend bekleidete er die Ämter des Abgeordneten des Provinzialrates (diputado foral) für Wirtschaftsförderung (2011–2015), für Wirtschaftsentwicklung (2015–2019) und für Infrastruktur und Territoriale Entwicklung (2019–2023). Im 2023 neugewählten Provinzialrat behielt er diese Zuständigkeit.
Im November 2023 wurde Pradales vom Vorstand der PNV überraschend als Spitzenkandidat für das Amt des Lehendakari der baskischen Regionalregierung für die Wahlen zum baskischen Regionalparlament im April 2024 nominiert. Bei den Wahlen musste die PNV Verluste hinnehmen, blieb aber die stimmenstärkste Partei (35,2 %). Das entspricht 27 Sitzen im Parlament (4 weniger als 2020) und zusammen mit den 12 Sitzen des bisherigen Koalitionspartners PSE-EE einer absoluten Mehrheit. Am 20. Juni 2024 wurde Pradales mit 39 Stimmen zum Nachfolger von Iñigo Urkullu als Lehendakari einer Koalitionsregierung aus PNV und PSE-EE gewählt.

## Veröffentlichungen
- Estructura social del empleo en la CAPV: transformación del trabajo y zonas de empleo. Gobierno Vasco-Servicio Central de Publicaciones, Vitoria 2005, ISBN 84-457-2349-9 (euskadi.eus [PDF]).[13]
- La valoración de intangibles como recurso estratégico para las organizaciones en la sociedad del conocimiento. In: Mundaiz. Nr. 65, 2003, ISSN 0213-3040, S. 61–87 (spanisch).
- Jóvenes desempleados/as y salud mental. In: Norte de Salud Mental. Band 3, Nr. 10, 2000, S. 23–28 (unirioja.es [PDF]).